# Thomas Forsythe Hunt
Thomas Forsyth Hunt (Ridott, Illinois, 1862 — 1927) foi um professor de ciências agrárias na Universidade da Califórnia, em Berkeley, e deão da Faculdade de Agricultura (College of Agriculture), actualmente o campus da Universidade da Califórnia em Davis. Dedicou-se ao estudo da agricultura comparada em várias regiões subtropicais e tropicais, com destaque para as Caraíbas e a América Central.